# Карраско, Габриэль
Габриэль Дарио Карраско (исп. Gabriel Darío Carrasco; род. 7 марта 1997, Банфилд) — аргентинский футболист, защитник. Ныне выступает за клуб «Лос-Андес».

## Клубная карьера
Габриэль Карраско — воспитанник клуба «Ланус». 12 марта 2017 года он дебютировал в аргентинской Примере, выйдя в основном составе в гостевом матче против «Расинга» из Авельянеды. 27 января 2018 года Карраско забил свой первый гол на высшем уровне, открыв счёт в домашней игре с «Патронато».

## Достижения
«Ланус»
- Финалист Кубка Либертадорес (1): 2017